# Fehéroroszország hívójelkörzetei
Fehéroroszország hívójelkörzetei követik az adminisztratív területek, oblasztyok határvonalait. Mindegyik oblaszty saját körzetazonosítóval rendelkezik. Külön azonosító-tartományt taranak fenn a 2. Világháború veteránjainak, valamint női operátorok (YL) számára. 
Fehéroroszország számára az ITU az EU-EW hívójelprefixet jelölte ki.
A Szovjetuniótól való függetlenedése előtt az RC és UC prefixet használták.

## Fehéroroszország hívójelkörzetei[1][2][3]
| Körzet | Prefix | Prefix    | Prefix | Terület/jelleg                              |
| Körzet | EU     | EV        | EW     | Terület/jelleg                              |
| ------ | ------ | --------- | ------ | ------------------------------------------- |
| 0      | EU0    | EV0       | EW0    | Külföldi látogatóknak ideiglenes hívójelhez |
| 1      | EU1    | EV1       | EW1    | Minszk (горад Мінск), a főváros             |
| 1      |        | EV1[A..Z] |        | A 2. Világháború veteránjai                 |
| 1      |        | EV1X      |        | Klubállomások                               |
| 1      |        | EV1Y      |        | Hívójelprefix női operátprok részére        |
| 2      | EU2    | EV2       | EW2    | Minszki terület (Мінская вобласьць)         |
| 3      | EU3    | EV3       | EW3    | Breszti terület (Брэсцкая вобласьць)        |
| 4      | EU4    | EV4       | EW4    | Hrodnai terület (Гродзенская вобласць)      |
| 4      |        | EV4[A..Z] |        | A 2. Világháború veteránjai                 |
| 4      |        | EV4X      |        | Klubállomások                               |
| 4      |        | EV4Y      |        | Hívójelprefix női operátprok részére        |
| 5      |        | EV5       |        | Speciális állomások hívójelei               |
| 6      | EU6    | EV6       | EW6    | Vicebszki terület (Віцебская вобласьць)     |
| 6      |        | EV6[A..Z] |        | A 2. Világháború veteránjai                 |
| 6      |        | EV4X      |        | Klubállomások                               |
| 6      |        | EV6Y      |        | Hívójelprefix női operátprok részére        |
| 7      | EU7    | EV7       | EW7    | Mahiljovi terület (Магілёўская вобласьць)   |
| 8      | EU8    | EV8       | EW8    | Homeli terület (Гомельская вобласьць)       |
| 8      |        | EV8[A..Z] |        | A 2. Világháború veteránjai                 |
| 8      |        | EV8X      |        | Klubállomások                               |
| 8      |        | EV8Y      |        | Hívójelprefix női operátprok részére        |
| 9      | EU9    |           | EW9    | Speciális állomások hívójelei               |

## Lajstromjel
Vízi és légi járművek lajstromjelezéséhez a EW prefixet használják.